# Colletes squamosus
Colletes squamosus är en biart som beskrevs av Ferdinand Morawitz 1878.
Colletes squamosus ingår i släktet sidenbin och familjen korttungebin. Inga underarter finns listade i Catalogue of Life.